# Morfem (förlag)
Morfem är ett svenskt bokförlag som grundades 2012 och utger böcker om språk. Till förlagets tidiga utgivning hör Siv Strömquists Skiljeteckensboken, som utkom 2013 och därefter i en utökad andra upplaga 2019. Förlaget har även utgett titlar i samarbete med Språkrådet.